# Розкішнянська сільська рада (Ставищенський район)
| Розкішнянська сільська рада — колишній орган місцевого самоврядування у Ставищенському районі Київської області з адміністративним центром у с. Розкішна. Історична дата утворення: 19 липня 1994 року. Водоймища на території, підпорядкованій даній раді: річка Гнилий Тікич. Сільській раді були підпорядковані населені пункти: - с. Розкішна |

## Склад ради
Рада складалась з 20 депутатів та голови.

### Керівний склад ради
| ПІБ                       | Основні відомості                                                                             | Дата обрання | Дата звільнення |
| ------------------------- | --------------------------------------------------------------------------------------------- | ------------ | --------------- |
| Марченко Андрій Антипович | Сільський голова, 1950 року народження, освіта, член Всеукраїнського об'єднання «Батьківщина» | 26.03.2006   | 31.10.2010      |

Примітка: таблиця складена за даними джерела